# Kamna Gora
Kamna Gora je naselje v Občini Slovenske Konjice.